# Jan Ślepowron Przyłuski
Jan Ślepowron Przyłuski, Jan Przyłuski herbu Ślepowron – instygator konfederacji targowickiej.